# Osiedle robotnicze w Gyttorp

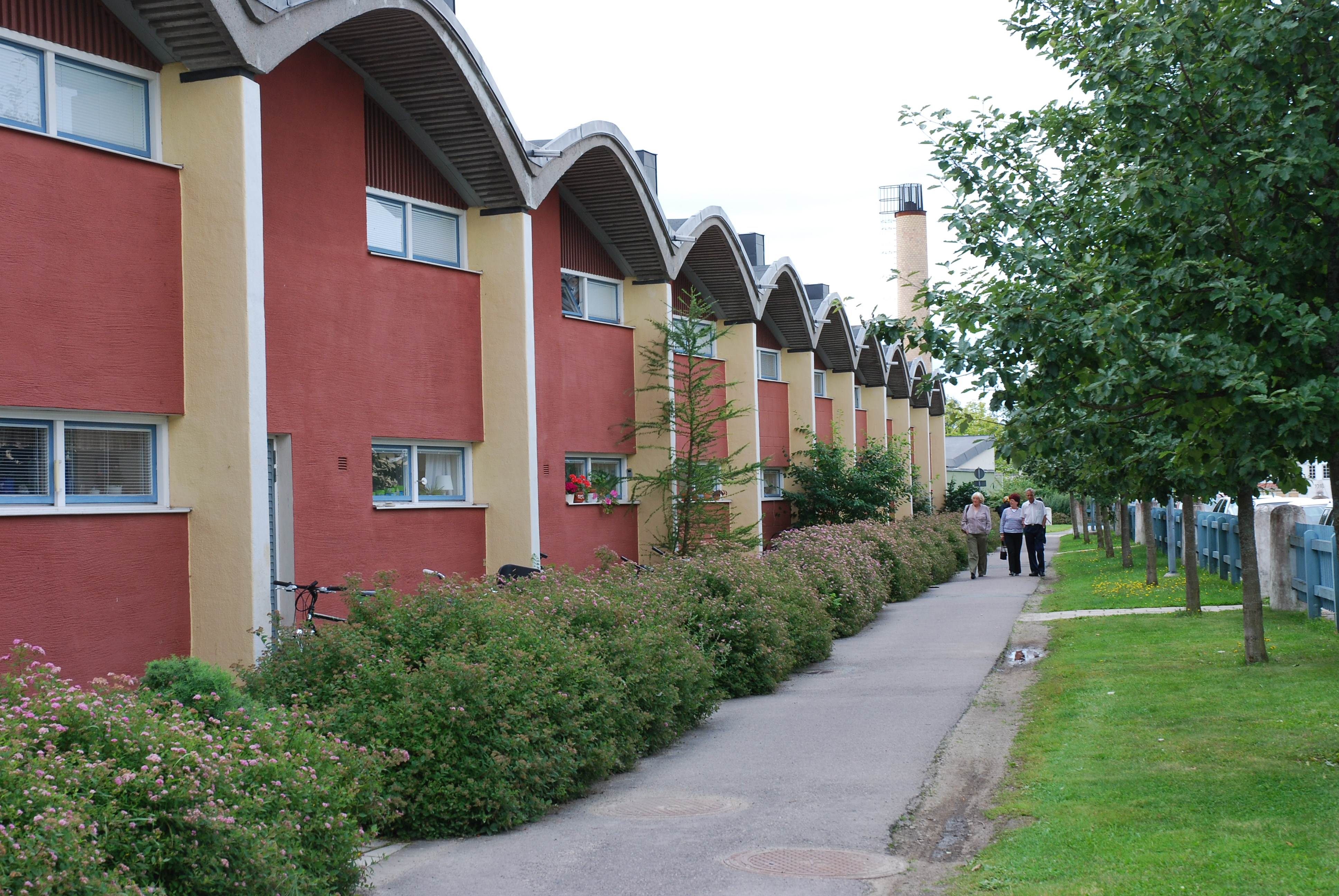
Osiedle w Gyttorp

Osiedle robotnicze w Gyttorp – osiedle dla pracowników fabryki materiałów wybuchowych Orica (wcześniej Nitroglycerin Aktiebolaget, czyli Nitro Nobel) w Gyttorp, w Szwecji. Zostało wybudowane w latach 1944–1945 według projektu Ralpha Erskine’a.
Osiedle było jednym z wczesnych projektów Erskine’a i przez wielu znawców architektury jest krytykowane za zbyt sztywny układ szeregowych domów. Architekt był w tym okresie na etapie poszukiwania własnej drogi twórczej. Poszczególne domy układu szeregowego powtarzają ten sam motyw wzdłuż ulicy. 
W 1998 osiedle stało się pomnikiem kultury narodowej Szwecji jako jedno z pierwszych powojennych dokonań w budownictwie mieszkaniowym. W 2002 przyznano zespołowi dyplom Europa Nostra.